# یو شیائومینگ
یو شیائومینگ (انگلیسی: Yu Xiaoming؛ زادهٔ ۸ نوامبر ۱۹۹۳)  بازیکن زن راگبی ۷ نفره اهل چین است. وی در بازی‌های المپیک تابستانی ۲۰۲۰ شرکت کرده‌است.